# Aaron Meijers
Aaron Meijers (Delft, 28 ottobre 1987) è un calciatore olandese, difensore del Volendam.

## Carriera
Ha giocato nella prima divisione olandese.

## Palmarès

### Club

#### Competizioni nazionali
- Eerste Divisie: 1

Volendam: 2007-2008